# Scarlet Red
Scarlet Red (Aspen, Colorado; 1 de agosto de 1992) es una actriz pornográfica y modelo erótica estadounidense.

## Biografía
Scarlet Red, nombre artístico de Kholi Mills Jewkes, nació y se crio en el estado de Colorado, en una familia de ascendencia alemana, galesa e irlandesa. Fue a la universidad, donde estudió diseño de arte y moda, sin llegar a graduarse. Más tarde trabajó como personal asistencial no titulado. Comenzó a trabajar primero como modelo erótica gracias a su amiga, la también actriz pornográfica Marry Lynn, con quien se trasladó hasta California.
Más tarde contactó con la agencia Ideal Management, con la que debutó como actriz pornográfica en la industria en agosto de 2013, a los 21 años de edad. Ha trabajado para productoras como Vixen, New Sensations, Girlfriends Films, Wicked Pictures, Mile High, Blacked, Juicy Entertainment, Marc Dorcel, Digital Sin, Elegant Angel, Hustler, Penthouse, Vivid o Digital Playground.
En 2015 recibió sendas nominaciones en los Premios AVN y en los XBIZ en la categoría de Mejor actriz revelación. También ese año destacó por las nominaciones en los AVN a la Mejor actuación solo / tease por Cuties 7, y en los XBIZ a la Mejor escena de sexo en película gonzo por Born Flirty 5.
En 2016 fue nominada en los Premios XBIZ a la Mejor escena de sexo en película de parejas o temática por My Daughter's Boyfriend 12. Ese mismo año rodó su primera escena de sexo anal en la película First Anal 3.
También en 2017 volvió a aparecer en los XBIZ, en esta ocasión con dos nominaciones: a Artista lésbica del año y a la Mejor escena de sexo en película protagonista por DNA.
Ha aparecido en más de 250 películas como actriz.
Otras películas de su filmografía son A Taste Of Kink, Born Flirty 5, Caught Being Naughty, Divine Sex, Eternal Passion 3, Girlfriends, I Came For You, My Step Sister Squirts 3, Perfect Timing o Shades Of Desire.

## Premios y nominaciones
| Año  | Ceremonia                   | Resultado | Premio                                                 | Trabajo                    |
| ---- | --------------------------- | --------- | ------------------------------------------------------ | -------------------------- |
| 2015 | Premios AVN                 | Nominada  | Mejor actriz revelación                                | —                          |
| 2015 | Premios AVN                 | Nominada  | Mejor actuación solo / tease                           | Cuties 7                   |
| 2015 | Premios AVN                 | Nominada  | Premio fan: Debutante más rompedora                    | —                          |
| 2015 | Spank Bank Awards           | Ganadora  | Best Legs                                              | —                          |
| 2015 | Spank Bank Awards           | Nominada  | Most Photogenic                                        | —                          |
| 2015 | Spank Bank Awards           | Nominada  | Prettiest Girl In Porn                                 | —                          |
| 2015 | Spank Bank Awards           | Nominada  | Pussy of the Year                                      | —                          |
| 2015 | Spank Bank Awards           | Nominada  | The Girl Next Door... Only Better                      | —                          |
| 2015 | Spank Bank Technical Awards | Ganadora  | Stunning Sweetheart                                    | —                          |
| 2015 | Premios XBIZ                | Nominada  | Mejor actriz revelación                                | —                          |
| 2015 | Premios XBIZ                | Nominada  | Mejor escena de sexo en película gonzo                 | Born Flirty 5              |
| 2016 | Premios XBIZ                | Nominada  | Mejor escena de sexo en película de parejas o temática | My Daughter's Boyfriend 12 |
| 2017 | Spank Bank Awards           | Nominada  | Best Legs                                              | —                          |
| 2017 | Spank Bank Awards           | Nominada  | Blonde Babe of the Year                                | —                          |
| 2017 | Spank Bank Awards           | Nominada  | Most Beautiful Seductress                              | —                          |
| 2017 | Spank Bank Awards           | Nominada  | Most Talented Tongue                                   | —                          |
| 2017 | Spank Bank Awards           | Nominada  | Pussy of the Year                                      | —                          |
| 2017 | Spank Bank Awards           | Nominada  | Queen of Cunnilingus                                   | —                          |
| 2017 | Premios XBIZ                | Nominada  | Artista lésbica del año                                | —                          |
| 2017 | Premios XBIZ                | Nominada  | Mejor escena de sexo en película protagonista          | DNA                        |